# Cristóbal (general)

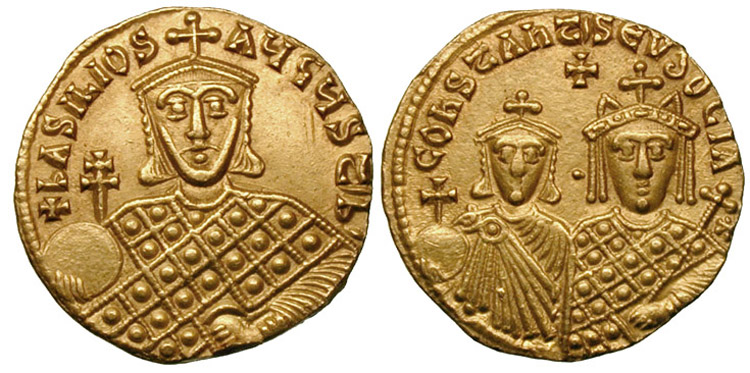
Sólido de Basilio I de Macedonia

Cristóbal (en griego: Χριστόφορος) fue el comandante en jefe (doméstico de las escolas) del ejército bizantino durante la década de los años 870, y artífice de importantes victorias contra los paulicianos.

## Biografía
Nada se sabe sobre el origen de Cristóbal o sobre su fecha de nacimiento o de muerte. En las fuentes antiguas se encuentra identificado como el gambros del emperador Basilio I de Macedonia (r. 867-886), una palabra que normalmente significa "yerno", pero que también puede implicar un lazo familiar más general a través de un matrimonio. Cyril Mango sugirió a un Cristóbal casado con la hija mayor de Basilio, Anastasia, pero todas las hijas del Emperador fueron enviadas al convento. Basilio lo convirtió en doméstico de las escolas.
Entre 872 y 879, Cristóbal dirigió una expedición contra los paulicianos de Téphrikè, que incluía a las fuerzas de los themas Carsiano y Armeniaco. La campaña culminó con la batalla de Bathys Ryax, que significó una derrota aplastante de los paulicianos y la muerte de su dirigente, Chrysocheir. Este éxito estuvo seguido, inmediatamente después o unos cuantos años más tarde, por el saqueo de la capital pauliciana, Téphrikè, y la extinción de su Estado..